# Ceryx carpentieri
Ceryx carpentieri är en fjärilsart som beskrevs av Abel Dufrane 1936. Ceryx carpentieri ingår i släktet Ceryx och familjen björnspinnare. Inga underarter finns listade i Catalogue of Life.